# Lucrezio de Seta
Lucrezio de Seta (Roma, 12 settembre 1970) è un batterista, percussionista e produttore discografico italiano.

## Biografia
Ha iniziato a suonare la batteria a 12 anni.
Fra gli artisti con cui ha collaborato spiccano i nomi di Donovan (Live & Studio 2004), PFM (Tour 2007, '08, '09, '10, '11), Tom Harrell (Marco Giocoli - Dentro il Gusto 2008), Alex Britti (Tour dal 1999 al 2003 - Studio '3' 2003), Chrissie Hynde (Live 2001), Michael Landau (Studio 2006), Lorenzo Feliciati (Studio & Live dal 1996), Michele Ascolese (Tour & Studio dal 1997), Tony Scott (Studio 2006), Stefano Di Battista (Studio & Live 2007), Anggun (Studio 2000), Tina Arena (Studio 2000), Fontella Bass (Live 2002), Plácido Domingo (Studio 2008), Mitchell Forman (Haze Trio - Studio 2007), Bungaro (Studio & Live), Fiorella Mannoia (Studio & Live), Lucilla Galeazzi (Studio & Live), Ambrogio Sparagna (Studio & Live), Omar Sosa (Live), Fabrizio Bosso (Studio 2008), Ornella Vanoni (Live 2013), Bob Mintzer (Studio 2012), Pasquale Innarella, Carolyne Mas (Studio 2014), Paolo Damiani (Studio & Live 2014), William Lenihan (Studio & Live), Nicole Johaenntgen, Patches Stewart (Live 2016), Davide "Boosta" Dileo (Live), Susanna Stivali, Marcello Sirignano, Dario Rosciglione, Michael Rosen, Brandon Fields (Studio 2016), Max Ionata (Live), Cettina Donato (Live), Enrico Intra (Live 2017), Marc Copland (Live 2017), Paolo Innarella (Live 2017), Grazia Di Michele, Ivan Segreto (Studio 2018), Max Bottini, Jay Oliver, Tony Grey, John Patitucci, Ginette Reno (Studio 2018), Romano Musumarra, Natalio Mangalavite, Nicole Scherzinger (live 2021),Grammy Award Winner Steven Feifke Big Band (live 2023), Veronica Swift (live 2023)
Ha all'attivo come produttore, artistico e discografico diversi dischi fra i quali: Virtual Dream Casuality e Three Sides of a Coin, The Fritz Gang featuring Lello Panìco, Lucrezio de Seta & his Scurvy Brothers, Micki Piperno "Fuori", Ecovanavoce, MELTrio, Majaria Trio, La Custodia del Fuoco, Antonio Figura "Between Spaces", Ecovanavoce "Tributo a Vittorio Bodini", Lucrezio de Seta Quartet "Movin'On", Lucrezio de Seta Trio "Brubeck was right!"
È il direttore artistico delle manifestazioni di diffusione della cultura musicale italiana 'Batterika', 'Elettrika' e 'Musika-Expo'.
Nel 2014 pubblica il terzo album a suo nome intitolato Movin'On (Headache Production) con il suo LdS-Quartet formato da Gianni Denitto (sax alto), Ettore Carucci (piano) e Leonardo De Rose (contrabbasso). Dal vivo la band è coadiuvata dall'inserimento alternato o contemporaneo ai fiati di Paolo Recchia, Daniele Tittarelli, Pasquale Innarella e Francesco Lento.
Nel 2017 esce per la Headache Production Brubeck was right! il suo quarto disco da leader, affiancato da Ettore Carucci al pianoforte e Francesco Puglisi al contrabbasso.
Nel 2018 produce artisticamente e arrangia, suonando basso, chitarre elettriche, ukulele, percussioni e batteria su 5 tracce del CD pop di Grazia Di Michele 'Folli voli' (Egea 2018): Folli Voli (in duetto con Ivan Segreto), Non so guardare che Te, Tutte le Parole, Casa mia, Sarei così senza Te.
Nel 2018 pubblica il suo Metodo Unico per lo studio della batteria, intitolato The Logic of Rhythm.
Nel 2021/2022 è stato Docente Titolare della Cattedra di Batteria e Percussioni Jazz del Conservatorio 'Lorenzo Perosi' di Campobasso.